# Peter F. Murray
Peter Faye Murray (* 1942) ist ein australischer Wirbeltier-Paläontologe und Anthropologe, der sich vornehmlich mit fossilen Säugetieren Australiens befasst.

## Leben
Murray wurde 1973 mit der Dissertation The Anatomy and Adaptive Significance of Cheek Pouches (Bursae Buccales) in the Cercopithecinae, Cercopithecoidea zum Ph.D. in Anthropologie an der University of Chicago promoviert. 1976 ging er an die Anatomie-Abteilung der University of Tasmania und wechselte anschließend als Anthropologe an das Tasmanian Museum and Art Gallery in Hobart. Später wurde er wissenschaftlicher Mitarbeiter am Museum of Central Australia in Alice Springs, Kurator für Anthropologie und Paläobiologie am Museum and Art Gallery of the Northern Territory und schließlich stellvertretender Direktor des Museums. Er schrieb auch Beiträge für die Museumszeitschrift The Beagle: Records of the Museums and Art Galleries of the Northern Territory. 
Murray ist für seine akkuraten Rekonstruktionen der Anatomie und äußeren Eigenschaften fossiler Säugetiere bekannt. In Zusammenarbeit mit dem Geologen und Paläontologen Dirk Megirian führte er intensive Grabungsarbeiten in diversen Fossillagerstätten im Northern Territory, insbesondere am Mygoora Lake, in Alcoota und Bullock Creek, durch.
2004 war Murray neben Patricia Vickers-Rich Co-Autor am Werk Magnificent Mihirungs: The Colossal Flightless Birds of the Australian Dreamtime und 2010 neben Kenneth J. McNamara am Werk Prehistoric mammals of Western Australia.
Murray gehört zu den Erstbeschreibern der Taxa Alkwertatherium, Icarops, Obdurodon dicksoni, Propalorchestes, Mutpuracinus, Birlimarr, Nimbacinus richi, Simosthenurus maddocki, Tyarrpecinus, Harpacochampsa und Thylacinus megiriani.

## Dedikationsnamen
Gavin J. Prideaux benannte 2004 das fossile Känguru Sthenurus murrayi und Adam M. Yates 2013 die fossile Schildkröte Chelodina murrayi nach Murray. Trevor H. Worthy und seine Kollegen ehrten ihn 2016 mit der fossilen Vogelart Dromornis murrayi aus der Familie der Donnervögel.